# Chiesa di Sant'Eberardo
La chiesa di Sant'Eberardo è un edificio religioso di Stoccarda consacrato a Sant'Eberardo. È concattedrale della diocesi di Rottenburg-Stoccarda. La ricostruzione dell'edificio, distrutto completamente durante i bombardamenti alleati, è terminata nel 1955.
La chiesa fu consacrata il 1º ottobre 1811 dal vescovo ausiliare di Augusta e vicario generale del Wurttemberg, il principe Karl von Hohenlohe. Era stato incaricato da Federico I di intitolare la chiesa al suo antenato, il Conte Eberardo V di Württemberg detto "Il Barbuto", e seguì la sua indicazione. Per il diritto canonico, tuttavia, sarebbe stato fuori discussione dato che Eberardo non compare nel calendario ufficiale dei santi; d'altra parte, alla giovane comunità non fu permesso di non accettare la benevolenza del re con una possibile ridedicazione della chiesa. Dapprima fu scelto come patrono sant'Everardo di Salisburgo, arcivescovo di Salisburgo, anche se questo è sì nel calendario dei santi della diocesi di Salisburgo, ma non è incluso in quello della chiesa romana. Più tardi fu scelto il Beato Eberardo VI di Nellenburg, fondatore del Convento di Allerheiligen a Sciaffusa; successivamente, il vescovo Carl Joseph Leiprecht concluse la discussione sulla consacrazione della chiesa, ricostruita dopo la seconda guerra mondiale nel 1955, indicando come patroni gli ultimi due Everardo menzionati.